# Santo contra los secuestradores
Santo contra los secuestradores es una película de acción y drama mexicana de 1971, dirigida por Federico Curiel «Pichirilo» y protagonizada por El Santo y Rossy Mendoza.

## Reparto
- El Santo como Santo El Enmascarado de Plata
- Ernesto Albán como Don Evaristo
- Guillermo Gálvez como Cesar
- Rossy Mendoza como Elsa Miller
- Elsa Miller
- Fernando Osés como Carlos
- Carlos Suárez como Don Justo
- Óscar Guerra como Zarzocita
- Ismael Ramírez
- John Bell
- Lastenia Rivadeneira
- Ximena Vega
- Angelita Cornejo
- Nancy Sartore
- Osvaldo Roberti
- Jorge Estella
- Carlos Guerra
- Marcelo Guerra
- Carlos Camacho Espiritu
- Elizabeth Sartore como Doctora Rosita Martínez